# Castell de Vilajoan
Castell de Vilajoan és una obra del poble de Vilajoan, al municipi de Garrigàs (Alt Empordà) declarada bé cultural d'interès nacional.

## Descripció
El castell de Vilajoan és un edifici aïllat que es troba a l'extrem meridional del poble, a tocar del marge del Fluvià. És un gran casal de planta rectangular construït amb còdols, i un petit pati central. La façana principal està encarada al nord. El portal, d'arc de mig punt, adovellat, s'obre a la base d'una torre rectangular que forma continuïtat amb la resta del mur, sense destacar-se. A la part alta del mur hi ha merlets rectangulars amb espitlleres. Veiem un matacà ben conservat, damunt el portal, amb carreus esquadrats. A la resta del mur els espais entre els merlets resten aparedats i damunt d'ells hi ha una teulada. S'obren en aquesta façana dues finestres coronelles, geminades, gòtiques, d'arquets trilobulats. El mur occidental paral·lel al riu, mostra a l'extrem nord el cos rectangular de la torre cantonera adossada a la fortificació. La torre posseeix merlets també aparedats.

## Història
L'antic palau-fortalesa, un dels més notables edificis civils del gòtic empordanès, fou al llarg de la història el centre d'un petit senyoriu. Com el seu veí el castell d'Arenys, es tracta de castells o torres «in termini castri de Ciurana», que s'englobava en la vasta vegueria de Besalú. No es tracta doncs d'un senyoriu jurisdiccional. El lloc de Vilajoan i el seu castell original eren possessió de la família Pontós des de temps antics. L'edifici actual degué ser construït cap a començament del segle xv, segurament en època de Galceran de Pontós, senyor del lloc. El trobem documentat l'any 1406. L'any 1493 va passar a la família Rocabruna, que en va mantenir la possessió fins a la fi del segle xvi.
Actualment és de propietat privada i s'utilitza de segona residència, forma part del patrimoni d'una família de Girona.

## Masies properes
Una part dels elements arquitectònics que formen part de l'Inventari del Patrimoni Arquitectònic de Catalunya són de la façana d'una masia situada al nucli de Vilajoan. Es tracta de la llinda de la porta d'accés, amb un emblema i la data del 1559 incisa, i de la finestra renaixentista situada al seu damunt, rectangular, amb ampit i resseguiment motllurat i amb un frontó superior que conté un relleu amb una testa femenina. A la part inferior d'aquesta obertura hi ha una curiosa inscripció: "QUI NON LABORA NO MANDUCAT". La finestra i la llinda corresponen molt probablement a la mateixa data, l'any 1559, que apareix inscrita a l'emblema, encara que també és possible que aquests dos elements fossin traslladats des d'altres construccions. En l'actualitat formen part de la façana de migdia d'una casa molt modificada per a la seva adaptació com a segona residència.
Hi ha dos elements més inventariats. Els dos elements estan situats a la façana d'una casa aïllada del nucli de Vilajoan. Es tracta d'elements molt ben conservats i ambdós datats dintre del segle XVI: una llinda situada a la porta d'accés i una finestra que hi ha al damunt. La llinda, de pedra, presenta una inscripció centrada amb la data del 1563 i un emblema que fa referència al cognom del propietari que la va fer construir, Miquel Paret. La finestra superior és rectangular, amb grans carreus de pedra, motllures de resseguiment i ampit. A la llinda té una inscripció i la data del 1563. La finestra i la llinda corresponen al segle xvi, segons consta a les inscripcions que hi apareixen, amb la data concreta de l'any 1563. El propietari en aquell moment era Miquel Paret. Els elements tenen un interès tipològic, ja que són representatius d'altres que presenten característiques i cronologia similars i que apareixen a diverses cases del nucli.